# D-Day Remembered
D-Day Remembered è un documentario del 1994 diretto da Charles Guggenheim candidato al premio Oscar al miglior documentario.